# 68
| 68                 |
| ------------------ |
| Dødsfald - Fødsler |
|                    |

| Gregoriansk kalender | 68 LXVIII               |
| Ab urbe condita      | 821                     |
| Armensk kalender     | I/T                     |
| Kinesiske kalender   | 2764 – 2765 丁卯 – 戊辰 |
| Etiopisk kalender    | 60 – 61                 |
| Jødisk kalender      | 3828 – 3829             |
| Hindukalendere       |                         |
| - Vikram Samvat      | 123 – 124               |
| - Shaka Samvat       | N/A                     |
| - Kali Yuga          | 3169 – 3170             |
| Iransk kalender      | 554 BP – 553 BP         |
| Islamisk kalender    | 571 BH – 570 BH         |

Se også 68 (tal)

## Begivenheder
- 9. juni – Den romerske kejser Nero begår selvmord efter at han blev afsat af senatet.

Galba, som er guvernør i Spanien, udnævnes til kejser.

## Dødsfald
Kejser Nero (se ovenfor).